# 増田桂一
増田 桂一（ますだ けいいち、1934年6月6日 - 2004年11月19日）は、京都府出身の政治家。中郡峰山町長（7期25年）。位階は従五位。旭日小綬章受章。

## 経歴
- 1979年（昭和54年）2月 - 峰山町長に就任。
- 1983年（昭和58年）2月 - 無投票で再選（2選）。
- 1999年（平成11年）10月 - 市町村長及び市町村議会議長自治大臣表彰。
- 2004年（平成16年）3月 - 京丹後市が誕生して峰山町が廃止されたことで峰山町長を退任。市長職務執行者（市長代理）に就任。
- 2004年（平成16年）5月 - 京丹後市長に中山泰が就任したことで市長職務執行者（市長代理）を退任。京丹後市長選挙では中山を支持した。
- 2004年（平成16年）11月19日 - 脳梗塞のため死去。70歳。死没日付をもって叙従五位、旭日小綬章を受章[2]。

## 役職
- 中郡峰山町 町議会議員
- 中郡峰山町 町長